# Nagy Szent Vazul
Magyar egyházi nevén Nagy Szent Vazul, másképp Cézáreai Bazil, görögösen Baszileiosz (görög betűkkel Χγιος Βασίλειος χ Μέγας, ógörögül Hagiosz Baszileiosz ho Megasz, latinos névformája Basilius Magnus, középgörög névformája Vaszileiosz, innen a magyar név, Kaiszareia, Kappadókia, 329/330 – Kaiszareia, 379. január 1.) az egyházatyák egyik legjelentősebb képviselője, a keleti típusú keresztény szerzetesség egyik kialakítója volt. Egyike a 3 kappadókiai atyáknak.

## Élete
Kaiszareiában (Caesarea, ma Kayseri, Törökország) született 330 körül. Apja, a neokaiszareiai Baszileosz rétor és Csodatévő Szent Gergely tanítványa volt, anyja, Emmeleia pedig Kappadókiából, magas rangú tisztségviselő családból származott. Nagyszülei a Diocletianus uralkodása alatti keresztényüldözés vértanúi voltak. Nagybátyja és két testvére Nüsszai Szent Gergely és Szebasztei Szent Péter is a keresztény egyház felszentelt püspökei voltak. De legfiatalabb nővérét Makrénát is szentté avatták. Kiváló képzésben részesítették. Tanulmányait Caesareaban, Konstantinápolyban, folytatta, végül Athénban fejezte be. Itt ismerkedett meg Nazianzoszi Szent Gergellyel, aki később jó barátja lett. Ekkoriban ugyanitt tanult, vele együtt Flavius Iulianus a későbbi „Apostata” (Hitehagyott) melléknevű római császár.
Tanulmányai végeztével visszatért szülővárosába, ahol egy éven át retorikát oktatott, de hamarosan felhagyott ezzel. És zarándok útra indult, hogy felkeresse Szíriában, Palesztinában és Egyiptomban a szerzetesi élet nevezetes kolostorait. Későbbi 223. levelében így számol be karrierje félbeszakadásának okáról:
Sok időt pazaroltam el bolondságokra, hiábavaló munkával töltöttem el ifjúságomnak csaknem egész idejét, és oly bölcsességnek szenteltem, melyet Isten bolondsággá tett, mígnem egy napon, mintha mély álomból ébredtem volna fel, megpillantottam az evangélium igazságának csodálatos fényességét, és felismertem, hogy a világ fejedelmeinek – kik immár semmivé lettek – bölcsessége hasznavehetetlen. Bő könnyeket ontottam nyomorult életem felett, és vezetésért könyörögtem, hogy az istenfélelem iskolájába bevezetést nyerjek.
Miután visszatért a zarándoklatról, nővérének Szent Makrénának támogatásával a család birtokra vonult és nővérével valamint néhány barátjával együtt 355 körül kolostort alapított, innen eredt a Nagy Szent Vazul-rend. A kolostor életében újdonság volt, hogy nem csak az aszkézist, az imádságot és a fizikai munkát, hanem a Biblia intenzív tanulmányozását is a rendszeres elfoglaltsággá tették.
Összességében öt évet töltött ebben a közösségben, de az a szerzetesi regula, amit ekkor fogalmazott meg, a mai napig érvényben van az ortodox kolostorokban és Szent Benedekre is nagy hatással volt, elemei megtalálhatóak a bencések szabályai között.
Vazul részt vett a 360-as konstantinápolyi zsinaton, ahol még az ariánusok híve, de pár év elteltével eltávolodott az ariánusoktól és elfogadta a nikaiai hitvallást. 362-ben antiochai Szent Melitusz szentelte pappá. Visszatért szülővárosába és Euszebiosz a Caesarea egyházmegye vezetőjévé (presbiterré) tette 365-ben. 370-ben meghalt Euszebiosz. Euszebiosz utódjának Vazult jelölte, akit június 14-én püspökké is szenteltek.
Mint Caesarea püspöke Pontosz egyháztartomány exarkhaiává és ezzel együtt metropolitájává vált. Ezzel 5 püspökség került alárendeltségébe. Folyamatos harcot folytatott az egyház egységéért az ariánus eretnekség ellen. Több levélben kérte a nyugati püspökök és I. Damasus pápa segítségét, de érdemben nem kapott támogatást. Közben Caesarea püspökeként a város mindennapi életével is komolyan foglalkozott, kiközösítette a bordélyház tulajdonosokat, kórházat és az aggok számára menhelyet hozott létre. 373-ban meghalt Athanáziusz, Alexandria püspöke, aki az arianizmus elleni harcban nagy segítségére volt.
379. január 1-jén az alig 50 éves Vazul elhunyt, nem érte meg a birodalomban az ariánus vitát lezáró II. egyetemes zsinatot, amely a Szentháromság-tan tekintetében az ő tanítását követte.

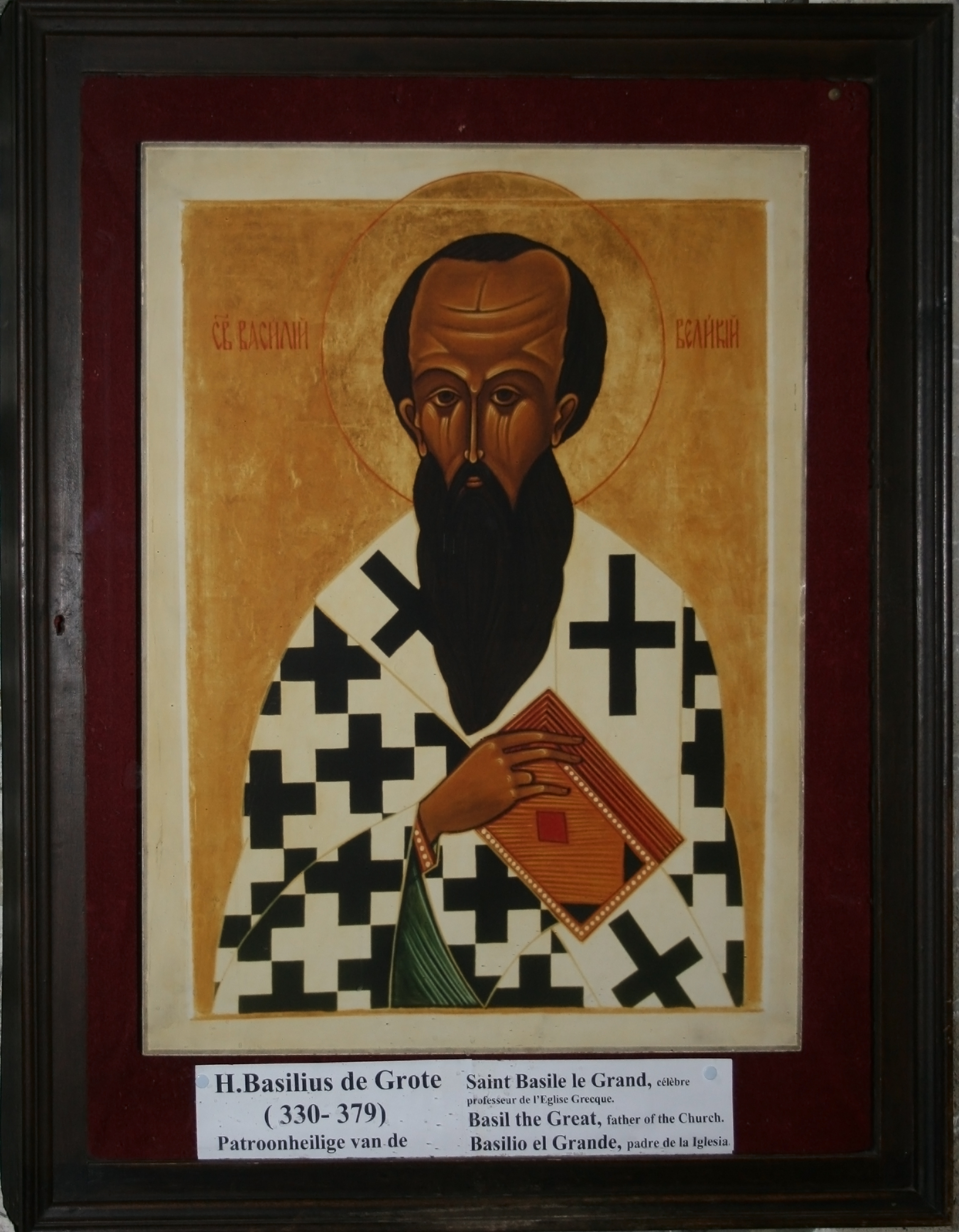
Nagy Szent Vazulnak, a templom védőszentjének képmása a bruggei Szent Vér-bazilika altemplomában

A keleti egyházak Nagy Szent Vazult a halála napján, január elsején ünneplik. A katolikus egyház a 12. században ugyanezt a napot vette át, de a 13. században áthelyezte június 14-re, amely napon a hagyomány szerint szerint püspökké szentelték. Mivel erre történeti adat nincs, 1969-ben január másodikára tették ünnepét, egy napra Nazianzi Szent Gergellyel.

## Jelentősége
A nevéhez kötött Nagy szerzetesi szabályzat 55 fejezetében rögzített, az aszketizmusnak és a folyamatos tanulásnak ötvözetéből összeálló, szabályok a mai napig meghatározzák a keleti szerzetesi közösségek, kolostorok életét. De Szent Benedek közvetítésével sok nyugati szerzetes rend életében is jelen vannak.
Az ortodox egyházak bizánci rítus szerinti szertartásának mai napig fontos része Szent Vazul liturgiája.
Fennmaradt művei közül a legjelentősebbek:
Az idősebb korában írott: Peri tou hagiou pneumatos („A Szentlélekről“)
A Hexaemeron, egy kilencrészes prédikáció a teremtés történetéről
Ezenkívül fenn maradt több prédikációja is, és részben vagy egészben, 366 levele.

## Magyarul megjelent művei

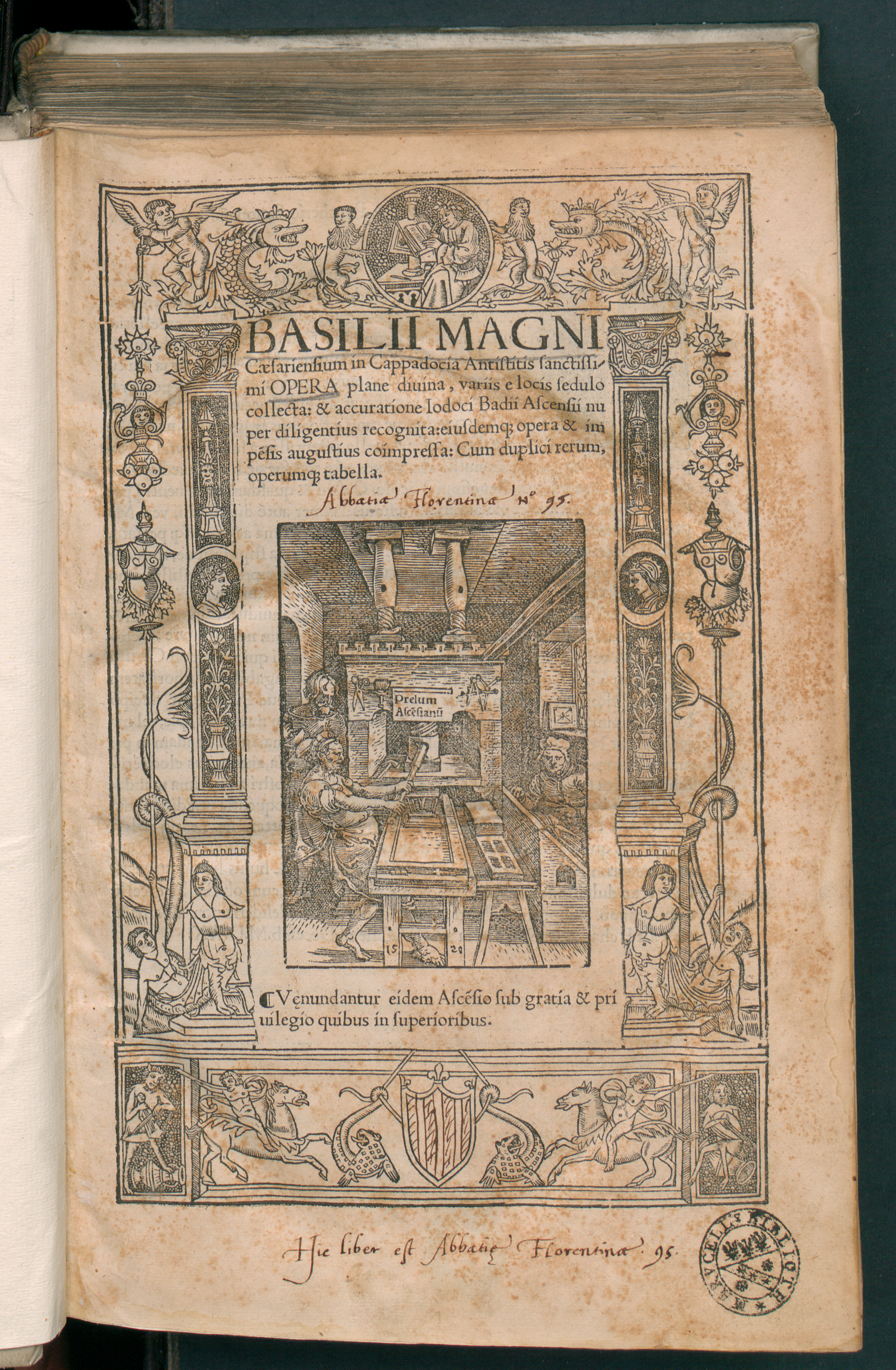
Basilii Magni Opera, 1540

- Nagy Szent Vazul intő szózata az ifjúsághoz a hellén irodalom hasznáról; ford., bev. Bódiss Jusztin; Stephaneum Ny., Bp., 1911
- A kappadókiai atyák, Szent István Társulat, Budapest, 1983, ISBN 963-360-184-3, 969 p. (vonatkozó rész: 37–291. o.)
- Nagy Szent Bazil: Életszabályok I-III., Nyíregyháza, 1991, 1994, 1995, 168+224+184 p.
- Nagy Szent Bazil: Zsoltárkommentárok, Nyíregyháza, 1998, 260 p.
- Nagy Szent Baszileiosz művei; ford., jegyz. Vanyó László; Szt. István Társulat, Bp., 2001 (Ókeresztény írók)